# Llista de reis burgundis
El Regne Burgundi, Regne de Burgúndia, Regne dels Burgundis va existir entre vers 411 i 534. Els seus reis foren:
| Llista de reis burgundis Les dades dels reis burgundis són poc segures |                                                                                    |                                     |                                     |
| El rei Gundebald, a l'anomenada llei Gombette, Títol III, De la llibertat dels nostres esclaus, esmenta els noms dels seus avantpassats de "reial memòria" : Gibica, Godomar, Giselher (o Gisclar-Gislahar), Gundahar (o Gondicari) |                                                                                    |                                     |                                     |
| A Germània |                                                                                    |                                     |                                     |
| Gibica ? Ancestre històric o mític dels reis burgundis |                                                                                    |                                     |                                     |
| Godomar ? | Giselher (Gislahar) ?                                                              | Gundahar (nom llatí: Gondicarius) ? | Gundahar (nom llatí: Gondicarius) ? |
| No se sap si van regnar al amteix temps o un després de l'altre |                                                                                    |                                     |                                     |
| Regne de Worms ? |                                                                                    |                                     |                                     |
| Gondicari († vers 450 ?) |                                                                                    |                                     |                                     |
| Instal·lació a Sapaudia (Savoia), (regió de Ginebra) i expansió del regne: valls del Roina i Saône, i els Alp (futura Burgúndia) |                                                                                    |                                     |                                     |
| Gondioc († vers 463 ?) | Gondioc († vers 463 ?)                                                             | Khilperic I († vers 476 ?)          | Khilperic I († vers 476 ?)          |
| Khilperic I, sol († vers 476 ?) sense descendència masculina |                                                                                    |                                     |                                     |
| Quatre fills de Gondioc |                                                                                    |                                     |                                     |
| Gundemar I (o Godomar II) († data desconeguda però abans de 476. No va regnar) | Khilperic II († data desconeguda però abans de 476. No va regnar) Pare de Clotilde | Godegisil                           | Gundebald                           |
| Godegisil († 500) | Godegisil († 500)                                                                  | Gundebald († 516)                   | Gundebald († 516)                   |
| Gundebald, sol († 516) |                                                                                    |                                     |                                     |
| Gundebald († 516) | Gundebald († 516)                                                                  | Segimon                             | Segimon                             |
| Segimon († 523) |                                                                                    |                                     |                                     |
| Godomar III († data desconeguda però després del 534) |                                                                                    |                                     |                                     |
| Caiguda del regne. Repartit entre els reis francs |                                                                                    |                                     |                                     |